# Michelsneukirchen
Michelsneukirchen település Németországban, azon belül Bajorországban. Lakosainak száma 1762 fő (2023. december 31.).

## Népesség
A település népessége az elmúlt években az alábbi módon változott:
| Lakosok száma | 1003 | 1491 | 1373 | 1453 | 1753 | 1753 | 1735 | 1752 | 1715 | 1762 |
|               | 1875 | 1950 | 1975 | 1987 | 2012 | 2014 | 2016 | 2017 | 2021 | 2023 |